# 2417 McVittie
2417 McVittie eller 1964 CD är en asteroid i huvudbältet, som upptäcktes 15 februari 1964 av Indiana Asteroid Program vid Indiana University Bloomington med Goethe Link Observatory. Asteroiden har fått sitt namn efter George C. McVittie.
Asteroiden har en diameter på ungefär 18 kilometer.